# Списак легата и збирки у Адлигату
Списак легата и збирки у Адлигату обухвата све појединачне и групне легате, библиотеке, збирке и друге облике заоставштине које су дародавци завештали Удружењу за културу, уметност и међународну сарадњу „Адлигат”.
| Назив                                                               | Фотографија                                                  | Легатор                                | Опис |
| ------------------------------------------------------------------- | ------------------------------------------------------------ | -------------------------------------- | --- |
| Легат Илеане Чуре                                                   | Legacy of Dr Ileana Čura in the Museum of Serbian Literature | Илеана Чура                            | Обухвата значајан фонд литературе о Индији и из индијске књижевности, али и потписани примерци значајних светских песника и интелектуалаца са којима је професорка Чура била у пријатељским односима. Посебно су значајна писма и рукопис Амрите Притам (индијске Десанке Максимовић), Гопи Гаубе, Кушават Синга, као и славног америчког песника Алена Гинзберга и канадске нобеловке Алис Манро. Заоставштина професорке Чуре обухвата преко 10.000 књига. Спомен собу краси и оригинални намештај Илеаниног претка, Михаила Полит-Десанчића. |
| Легат Милована Данојлића                                            |                                                              | Милован Данојлић                       | У легату се налази део његове личне библиотеке - више хиљада књига, укључујући и неке од најређих књига српске књижевности 20. века, између осталог прво издање „Ламента над Београдом“ Милоша Црњанског, из 1962. (Јоханезбург), штампано на посебном папиру у само 25 примерака, затим „Лирика“ Јована Дучића из 1943, књиге Иве Андрића на француском језику, укључујући и прво библиофилско издање „Травничке хронике” објављено на француском. Ово издање посебно је занимљиво јер се у Удружењу налази и Андрићево писмо упућено Марку Ристићу из 1951. године, управо у вези са тим издањем. Део легата је и преписка између Данојлића и Ристића коју чини 37 писама. Данојлић је Удружењу поклонио и комплет часописа „Тајмсов књижевни додатак” (енгл. Times Literary Supplement), који је деценијама важио за водећи књижевни часопис у свету. У легату је и део песникове личне архиве, неколико рукописа, уметничку слику Драгана Јовановића Данилова и велики број личних предмета. У сталној поставци изложене су његова писаћа машина, мноштво пера која је имао обичај да сакупља, као и књиге са посветама, од којих се посебно истиче посвета руског Нобеловца и Данојлићевог пријатеља Јосифа Бродског. |
| Легат проф. мр Миодрага Живанов                                     |                                                              | Драгослава Живанов                     | Обухвата библиографију Миодрага Живанова, његову библиотеку и архив. |
| Легат Пере Зупца                                                    |                                                              | Перо Зубац                             | Песник и писац Перо Зубац је поклонио бројне књиге и предмете, укључујући и велики број издања са посветама, као и значајну колекцију књижевне периодике и рукописа. У више наврата потписивао је књиге за Адлигат које је формирало Удружење, а у којој се данас укупно налази више од 50.000 посвета. |
| Легат породице Бешевић                                              |                                                              | породица Бешевић                       | Легат породице Бешевић чине предмети и библиотека Стевана Бешевића, велики број уметничких слика Николе Бешевића, али и неколико слика Милице Бешевић, затим намештај из стана Иве и Вукице Бешевић, велики број породичних фотографија и архивске грађе. У легату се налазе и етнографски предмети из Санџака из 18. и 19. века, као и штап краља Милана Обреновића са његовим монограмом, који је изложен у Соби краљице Наталије у Музеју српске књижевности. |
| Легат породице Леко                                                 | Писаћи сто Марка Лека                                        | Вера и Даница Леко                     | Обухвата преко четири хиљаде појединачних примерака литературе Удружењу, укључујући и периодику из 19. век, породичну архиву и фотографије породице Леко, предмете династије Обреновић, писма Сава Шумановића Растку Петровића и бројне друге предмете. |
| Легат Мирјане и Павла Вуисића                                       |                                                              | Мирјана Вуисић                         | Легат обухвата велики број личних предмета Павла Вуисића, од његове омиљене торбе, рукописа његових песама, бројних скица бродова, фотографија, лула за дуван, све до познатог и често цензурисаног тестамента исписаног на три странице. |
| Легат Богдана Терзића                                               |                                                              | Нина Новићевић                         | Легат обухвата библиотеку са око 14 хиљада публикација. |
| Легат Тање Крагујевић и Василија Винце Вујића                       |                                                              | Василије Винце Вујић и Тања Крагујевић | Легат чини песничка архива Тање Крагујевић, неколико књижевних награда, њене књиге и књиге са посветама колега, укључујући и посвету добитнице Нобелове награде Виславе Шимборске. Поклоњени су и филателистички коверти из колекције Стевана Крагујевића, уз разноврсну архивску грађу. У легату се налази накит из 18. столећа, златни прстен из 14. века, сребрни филигрански појас из 19. века, принцезе Ксеније Петровић Његош, ћерке краља Николе, оружје из периода Првог српског устанка, наслеђе велепоседник и добротвора Јоце Вујића. |
| Легат Миодрага Павловића                                            | Memorial room of Miodrag Pavlović                            | Мадлена Павловић и Кристина Павловић   | Обухвата Павловићев докторски прибор, уметничке слике, намештај из његовог стана, па чак и омиљена кошуља и одело које је носио на додели важних награда. Међу бројним књигама из личне библиотеке налазе се и оне са посветама Милорада Павића, Меше Селимовића, Добрице Ћосића, Зорана Ђинђића, Раше Ливаде, Марка Ристића, Исидоре Секулић. У соби су изложени и рукописи Васка Попе, међу којима је и оригинални рукопис „Споредног неба”, али и многе друге белешке и публикације од великог значаја за српску културу. Легат обухвата предмете и Павловићевог кума др Владете Јеротића. |
| Легат Дарка Танасковића                                             | Tara mountain                                                | Дарко Танасковић                       | У легату се налази примерак првог издања „Практичног арапско-француског речника” (Dictionnaire pratique Arabe-Francais) из 1871. године, француског арабисте и главног преводиоца француске војске у Алжиру Марселина Босијеа. Танасковић је Удружењу поклонио и збирку књига, часописа и других материјала које је сакупљао дуже од четрдесет година, а међу књигама из његове библиотеке посебно се истичу издања арабистике, туркологије и речници за учење арапског језика. У библиотеци се налази и књига са посветом турског нобеловца Орхана Памука коју је Танасковићу писац лично потписао током боравка у Београду 2006. године. Поред библиотеке, у легату професора Танасковића налази се и мноштво других предмета: диплома, захвалница, фотографија са значајним људима које је сретао током дуге и успешне каријере, попут фотографија са папом, као и председником Азербејџана. |
| Легат Војислава Илића Млађег                                        |                                                              | Милица Р. Јањушевић                    | Легат Војислава Илића Млађег је репрезентативна збирка материјалних и културних добара коју чине целокупна архива, предмети, фотографије, рукописи и бројна друга културна добра која су припадала Војиславу Илићу Млађем, српском међуратном песнику, а чије је формирање 2018. године започела Илићева унука Милица Јањушевић. |
| Легат Милоша Јанковића                                              |                                                              | Милош Јанковић                         | Садржи писма класика српске књижевности, попут писма Данила Киша који даје савете Јанковићу као младом писцу. Легат садржи низ публикација, колекцију преко 200 бројаница, шешире и личне предмете српских песника. |
| Легат Данила Николића                                               |                                                              | Лидија Николић                         | Формирање легата је започето у Адлигату а након што је писац преминуо 2016. године од стране његове ћерке Лидија Николић и унуке Ане Новаковић. Током година, поклониле су Удружењу бројне предмете, попут Даниловог писаћег стола и столице, гарнитуре за седење, његове писаће машине, наочара и оловке, књижевне награда, уметничким делима из његовог стана, укључујући и једну слику Саве Стојкова и бројне личне предмете. |
| Легат Ивана Бекјарева                                               | Awards and items owned by Ivan Bekjarev                      | Иван Бекјарев                          | Глумац Иван Бекјарев у оквиру свог легата у Адлигату завештао је личне предмете, награде, повеље, књиге са посветом, реквизите и костиме са представа и снимања. |
| Легат Србе Игњатовића                                               | Legacy of Srba Ignjatovic                                    | Срба Игњатовић                         | Легат садржи више од 15.000 књига са више од 1500 посвета и потписа домаћих и страних колега. |
| Легат Бранислава Вељковића                                          |                                                              | Бранислав Вељковић                     | Легат књижевника Бранислава Вељковића обухвата више од 15.000 публикација, укључујући изузетну колекцију књижевне периодике, многа ретка издања и више хиљада књига са посветама аутора. |
| Легат Петра Бингулца                                                | Old editions from the library of Petar Bingulac              | Станоје Бингулац                       | Садржи преко хиљаду публикација из његове личне библиотеке, међу којима се истичу први број Књижевних новина, прво издање Ајнштајнове Теорије релативитета на српском језику, али и издања штампана пре 1800. године. |
| Легат Драгана Мраовића                                              |                                                              | Драган Мраовић                         | Легат Драгана Мраовића који се налази у Адлигату обухвата више од пет хиљада књига из области италијанистике. |
| Легат Милоја Поповића Каваје                                        |                                                              | Милоје Поповић Каваја                  | У оквиру легата налази се важан део његове архиве и личних предмета које је деценијама добијао на поклон од значајних појединаца као што су Ј.Б. Тито, Садам Хусеин, Ким Ил Сунг итд. Каваја је аутор текста за композицију Марш на Дрину и оригинални рукопис текста се налази у Адлигату. |
| Легат Зорана и Милке Глушчевић                                      |                                                              | Милка Глушчевић                        | Поред библиотеке критичара Глушћевића, легат подразумева и значајан део архивске грађе, Глушчевићеве објављене и необјављене рукописи, преписку и професорска предавања. У легату се чувају и три оригинална, необјављена писма Мирослава Крлеже у којима он изражава дивљење према Глушчевићевом делу и познавању немачких романтичара. |
| Легат Драгана Конлуџије                                             | Književni vijenac Kozare, Dragan Kolundžija                  | Игор Колунџија                         | Садржи бројне фотографије, књиге из личне библиотеке и књиге са посветама колега, награде које су му за живота уручене, међу којима је и повеља „Књижевни вијенац Козаре”. |
| Легат Павла Зорића                                                  |                                                              | Тијана Бранковић и Ђорђе Спасић        | |
| Легат Асима Пеца                                                    | Легат Асима Пеца                                             | Асим Пецо                              | Садржи неколико стотина стручних публикација, првенствено из области филологије, лингвистике и књижевности. |
| Легат Феликса и Зорице Пашић                                        |                                                              | Феликс Пашић и Зорица Пашић            | Легат обухвата више од хиљаду публикација, архивску грађу, награде и намештај брачног пара културних радника Југославије и Србије. |
| Легат Бранка Пешића                                                 | Legacy of Branko Pešić in Adligat                            | Лазар Пешић                            | У легату бившег градоначелника Београда налазе се његове ордење, медаље награде, књиге о Београду, уметнине које су му посветили знаменити уметници, поклони добијени током функције и лични предмети. |
| Легат Иванке Лукатела                                               |                                                              | Иванка Лукатели                        | Примабалерина Иванка Лукатела завештала је Адлигату своје бројне награде, личне предмете, балетске костиме, реквизиту, публикације на тему балета, што чини основу кутка балета у Адлигату. Удружењу је даровала слике њеног оца, уметника Антона Лукатела. |
| Легат др Милоша Немањића                                            |                                                              | Милош Немањић                          | Обухвата личну библиотеку доктора социологије Милоша Немањића, његове рукопе, личне предмете и коренсподенцију. |
| Легат Бранке и Млађе Веселиновић                                    |                                                              | Бранка Веселиновић                     | Збирку вредних књига сакупљала је деценијама са својим супругом, глумцем и преводиоцем, Млађом Веселиновићем (1915–2012). Овај уметнички брачни пар целог живота се посвећено бавио хуманитарним радом, а у Музеју српске књижевности изложен је велики број наслова из њихове личне библиотеке, као и публикација са посветама значајних аутора |
| Легат Ружице Сокић                                                  |                                                              | Мирослав Лукић                         | Глумица Ружица Сокић је у свом легату оставила неколико уметничких слика (портрета), бројне награде и личне предмете. |
| Легат Бранка Тошовића                                               |                                                              | Бранко Тошовић                         | Професор Универзитета у Грацу лингвиста Бранко Тошовић основао је легат у коме се налази део његове библиотеке и публикације. |
| Архива и библиотека др Марка С. Марковића                           |                                                              | Карол Кирилов                          | Библиотека садржи веома ретке и до сада непознате примерке књига које су српски војници штампали у војним логорима у Италији, али и обимну емигрантску штампу. У архиви Марка С. Марковића и његових предака пронађени су оригинални менији за свечане ручкове на двору краља Александра Обреновића и краљице Драге, оригинални документ из канцеларије кнеза Милоша Обреновића, оригинал једног од првих српских телеграма послат пре 1882. године итд. |
| Библиотека Лазић                                                    |                                                              | породица Лазић                         | Основана је 1882. године и представља једну од најтрајнијих српских породичних библиотека. Отворена је за јавност 2012. године, у оквиру Адлигата. Поред књига, библиотека у свом фонду чува десетине хиљада разгледница, мапа, проспеката и предмета, а посебно су значајне и колекције филателије и нумизматике. Данас броји око два милиона предмета и милион књига. |
| Збирка минијатурних књига „Наташа Ршумовић"                         |                                                              | Љубивоје Ршумовић                      | Садржи колекција књига коју чини више од 3.500 минијатурних издања. |
| Збирка породице Тартаља                                             |                                                              | Иво Тартаља                            | Збирка породице Тартаља обухвата предмете, књиге и архивски материјал из заоставштина књижевника Гвида Тартаље, сликара Марина Тартаље и професора Иве Тартаље. |
| Збирка Мике Аласа                                                   |                                                              |                                        | У Адлигу се чува велики број дела и преписке коју је водио значајни српски и европски математичар Михаило Петровић Алас. |
| Легат Николе Кусовца                                                |                                                              | Никола Кусовац                         | Српски историчар уметности и критичар је Адлигату завештао низ публикација, његове портрете академских сликара, књиге са посветом, уметничке каталоге. |
| Библиотека Петера Урбана у Београду                                 |                                                              | Јута Херхер                            | Библиотека броји више од 15.000 публикација укључујући многа прва издања важних руских и немачких писаца, књиге са посветама, као и неколико издања штампаних пре скоро три стотине година. |
| Легат Божидара Ковачевића                                           |                                                              | Тијана Коваћевић                       | Легат Божидара Ковачевића чини обимна библиотека са посебно значајним фондом француске литературе и српске књижевне периодике. |
| Библиотека-колекција проф. Николе Медведева                         |                                                              | Даница Медведев                        | Слависта Никола Медведев у оквиру свог легата у Адлигату завештао је део личне библиотеке, конренсподенцију и архив. |
| Легат Петра Пајића                                                  |                                                              |                                        | Легат обухвата читаву Пајићеву библиотеку и архиву, као и бројне предмете из пишчевог живота, дипломе, медаље и друго. |
| Легат Раше Перића и Верице Милошевић                                |                                                              | Раша Перић и Верица Милошевић          | |
| Легат Славомира Гвозденовића                                        |                                                              |                                        | |
| Легат Жарка Петровића                                               |                                                              |                                        | |
| Легат Веселина Ђуретића                                             |                                                              |                                        | |
| Легат Ивана Ивановића                                               |                                                              |                                        | |
| Легат Љубивоја Ршумовића                                            |                                                              |                                        | |
| Легат Моше Одаловића                                                |                                                              |                                        | |
| Легат Радомира Мићуновића                                           |                                                              |                                        | |
| Легат Миљурка Вукадиновића                                          |                                                              |                                        | |
| Легат Вука Крњевића                                                 |                                                              |                                        | |
| Легат Филипа Давида                                                 |                                                              |                                        | |
| Легат Владете Јеротића                                              |                                                              |                                        | |
| Легат Косте Димитријевића                                           |                                                              |                                        | |
| Легат Донке Шпичек                                                  |                                                              |                                        | |
| Легат Живка Милићевића                                              |                                                              |                                        | |
| Легат Гроздане Олујић                                               |                                                              |                                        | |
| Легат породице Жигон                                                |                                                              |                                        | |
| Легат породице Гарашанин                                            |                                                              | Алек Марјано са породицом              | |
| Легат породице Димитријевић                                         |                                                              | Сегреј, Милан и Софија Димитријевић    | |
| Збирка Уроша Предића                                                |                                                              |                                        | |
| Збирка Саве Шумановића                                              |                                                              |                                        | од 2018. године налази се фонд од двадесет писама упућених књижевнику и песнику Растку Петровићу, од тога је седамнаест написао Сава Шумановић, а два је Растку упутила Савина мајка, Персида Шумановић. |
| Легат Бранка Бојовића                                               |                                                              |                                        | |
| Легат Миодрага Зечевића                                             |                                                              |                                        | |
| Легат Милана Вукоса                                                 |                                                              |                                        | |
| Легат породице Вукелић                                              |                                                              | Бранко, Хироси и Кајо                  | |
| Легат Милутина Дедића                                               |                                                              | Филип и Лука Дедић                     | Од августа 2022. део Адлигата. Укључује архив Дедића, дневничке записе, библиотеку, намештај (укључујући венецијанску комоду из 18. века), колекцију старих кључева, награде, захвалнице и друго. |
| Легат Александра Илића                                              |                                                              |                                        | Отворен је октобра 2023. Поред књига, архивске грађе, личних предмета и одликовања, легат садржи писма Милана Кундере, Јозефа Шворецког и Вацлава Клауса. |
| Легат породице Обшуст: Легат Марије, Владимира и Кристијана Обшуста |                                                              | Кристијан и Владимир Обшуст            | ЛЕГАТ ПОРОДИЦЕ ОБШУСТ: Легат Марије, Владимира и Кристијана Обшуста, основан је 9. априла 2025. године. Од 20. априла 2025. године у институционалном смислу функционише у склопу Удружења за културу, уметност и међународну сарадњу – АДЛИГАТ (Београд, Република Србија). Легат се састоји од следећих целина: 1.Археолошка збирка: 1.1. – Збирка праисторијских култура централног Балкана; 1.2. – Збирка античких и осталих археолошких артефаката. 2.Збирка уметнина, антиквитета и осталих предмета: 2.1. – Колекција уметнина; 2.2. – Колекција антиквитета; 2.3. – Колекција минерала, фосила и необичног камења; 2.4. – Колекција филателије и филуменије; 2.5. – Колекција старе и ретке књиге; 2.6. – Колекција осталих предмета. 3.Лични фонд породице Обшуст: 3.1. – Био-библиографије породице Обшуст и њихова лична заоставштина као стваралаца (ауторска дела; научне монографије, књиге, научни и стручни чланци, есеји, публицистички и новински текстови, личне белешке, визуелна и ликовна остварења, ауторске фотографије, итд.) 3.2. – Породична библотека; 3.3. – Избор појединих личних предмета чланова породице и породични архив.                                                              |
| Легат Мирка Бојића                                                  |                                                              |                                        | [ 14 ] |